# William Merz
William Merz (* 25. April 1878 in Red Bud, Illinois; † 17. März 1946 in Overland, Missouri) war ein US-amerikanischer Turner und Leichtathlet.
Bei den Olympischen Spielen 1904 in St. Louis gewann er im Turnen Silber an den Ringen und jeweils Bronze im Einzelmehrkampf, im Sprung und am Seitpferd. In der Leichtathletik gewann er Bronze im Dreikampf.